# هندريك هانسن
هندريك هانسن (بالألمانية: Hendrik Hansen)‏ هو لاعب كرة قدم ألماني، ولد في 4 نوفمبر 1994 في فولفسبورغ في ألمانيا. لعب مع نادي فولفسبورغ.

## وصلات خارجية
- هندريك هانسن على موقع قاعدة بيانات كرة القدم.إي يو (الإنجليزية)
- هندريك هانسن على موقع Soccerway.com (الإنجليزية)
- هندريك هانسن على موقع عالم كرة القدم.نت (الإنجليزية)